# Eleições presidenciais de 2016 em Évora

## Resultados oficiais
| Candidato               | Candidato                | Votos  | %               |
| ----------------------- | ------------------------ | ------ | --------------- |
|                         | Marcelo Rebelo de Sousa  | 10 286 | 42,10 / 100,00  |
|                         | António Sampaio da Nóvoa | 7 383  | 30,22 / 100,00  |
|                         | Marisa Matias            | 2 973  | 12,17 / 100,00  |
|                         | Edgar Silva              | 1 752  | 7,17 / 100,00   |
|                         | Maria de Belém Roseira   | 870    | 3,56 / 100,00   |
|                         | Paulo de Morais          | 457    | 1,87 / 100,00   |
|                         | Vitorino Silva           | 433    | 1,77 / 100,00   |
|                         | Henrique Neto            | 190    | 0,78 / 100,00   |
|                         | Cândido Ferreira         | 47     | 0,19 / 100,00   |
|                         | Jorge Sequeira           | 42     | 0,17 / 100,00   |
| Votos Inválidos         | Votos Inválidos          | 489    | 1,97 / 100,00   |
| Total                   | Total                    | 24 922 | 100,00 / 100,00 |
| Eleitorado/Participação | Eleitorado/Participação  | 47 686 | 52,26 / 100,00  |

## Resultados por Freguesia
Os resultados dos candidatos por freguesia foram os seguintes:
| Freguesia                                   | %     | %     | %     | %     | %    | %    | %    | %    | %    | %    | Votantes |
| Freguesia                                   | MRS   | ASN   | MM    | ES    | MBR  | PM   | VS   | HN   | CF   | JS   | Votantes |
| ------------------------------------------- | ----- | ----- | ----- | ----- | ---- | ---- | ---- | ---- | ---- | ---- | -------- |
| Bacelo e Senhora da Saúde                   | 42,65 | 30,74 | 12,36 | 5,73  | 3,52 | 2,20 | 1,70 | 0,78 | 0,16 | 0,14 | 8 076    |
| Canaviais                                   | 37,53 | 32,41 | 15,44 | 7,06  | 2,77 | 1,45 | 2,29 | 0,48 | 0,35 | 0,21 | 1 471    |
| Évora                                       | 48,88 | 28,26 | 9,82  | 6,18  | 2,86 | 1,88 | 0,94 | 0,90 | 0,12 | 0,16 | 2 507    |
| Malagueira e Horta das Figueiras            | 42,93 | 29,46 | 12,83 | 6,36  | 3,44 | 1,94 | 1,94 | 0,84 | 0,11 | 0,15 | 9 422    |
| N.S. da Tourega e N.S. de Guadalupe         | 29,88 | 33,54 | 12,60 | 15,45 | 3,86 | 0,41 | 2,44 | 0,61 | 0,61 | 0,61 | 500      |
| Nossa Senhora da Graça do Divor             | 23,14 | 27,27 | 11,57 | 27,27 | 4,55 | 4,55 | 0,83 | 0    | 0,41 | 0,41 | 250      |
| Nossa Senhora de Machede                    | 30,66 | 34,88 | 11,21 | 14,80 | 4,44 | 0,42 | 2,33 | 0,42 | 0,42 | 0,42 | 477      |
| São Sebastião da Giesteira e N.S. da Boa Fé | 37,28 | 29,90 | 8,74  | 13,20 | 5,63 | 0,97 | 2,33 | 1,17 | 0,58 | 0,19 | 522      |
| São Bento do Mato                           | 57,09 | 24,15 | 6,79  | 4,59  | 4,79 | 0,20 | 1,60 | 0,40 | 0,20 | 0,20 | 506      |
| São Manços e São Vicente do Pigeiro         | 36,47 | 34,40 | 9,02  | 10,71 | 6,39 | 0,19 | 2,07 | 0,38 | 0,38 | 0    | 552      |
| São Miguel de Machede                       | 35,97 | 29,43 | 11,17 | 12,81 | 4,36 | 3,54 | 1,09 | 0,54 | 0,82 | 0,27 | 370      |
| Torre de Coelheiros                         | 20,15 | 39,92 | 13,31 | 19,01 | 3,42 | 0,76 | 1,14 | 1,52 | 0,38 | 0,38 | 269      |
| Évora                                       | 42,10 | 30,22 | 12,17 | 7,17  | 3,56 | 1,87 | 1,77 | 0,78 | 0,19 | 0,17 | 24 922   |

#### Bacelo e Senhora da Saúde
| Candidato               | Candidato                | Votos  | %               |
| ----------------------- | ------------------------ | ------ | --------------- |
|                         | Marcelo Rebelo de Sousa  | 3 378  | 42,65 / 100,00  |
|                         | António Sampaio da Nóvoa | 2 435  | 30,74 / 100,00  |
|                         | Marisa Matias            | 979    | 12,36 / 100,00  |
|                         | Edgar Silva              | 454    | 5,73 / 100,00   |
|                         | Maria de Belém Roseira   | 279    | 3,52 / 100,00   |
|                         | Paulo de Morais          | 174    | 2,20 / 100,00   |
|                         | Vitorino Silva           | 135    | 1,70 / 100,00   |
|                         | Henrique Neto            | 62     | 0,78 / 100,00   |
|                         | Cândido Ferreira         | 13     | 0,16 / 100,00   |
|                         | Jorge Sequeira           | 11     | 0,14 / 100,00   |
| Votos Inválidos         | Votos Inválidos          | 156    | 1,93 / 100,00   |
| Total                   | Total                    | 8 076  | 100,00 / 100,00 |
| Eleitorado/Participação | Eleitorado/Participação  | 15 628 | 51,68 / 100,00  |

#### Canaviais
| Candidato               | Candidato                | Votos | %               |
| ----------------------- | ------------------------ | ----- | --------------- |
|                         | Marcelo Rebelo de Sousa  | 542   | 37,53 / 100,00  |
|                         | António Sampaio da Nóvoa | 468   | 32,41 / 100,00  |
|                         | Marisa Matias            | 223   | 15,44 / 100,00  |
|                         | Edgar Silva              | 102   | 7,06 / 100,00   |
|                         | Maria de Belém Roseira   | 40    | 2,77 / 100,00   |
|                         | Vitorino Silva           | 33    | 2,29 / 100,00   |
|                         | Paulo de Morais          | 21    | 1,45 / 100,00   |
|                         | Henrique Neto            | 7     | 0,48 / 100,00   |
|                         | Cândido Ferreira         | 5     | 0,35 / 100,00   |
|                         | Jorge Sequeira           | 3     | 0,21 / 100,00   |
| Votos Inválidos         | Votos Inválidos          | 27    | 1,84 / 100,00   |
| Total                   | Total                    | 1 471 | 100,00 / 100,00 |
| Eleitorado/Participação | Eleitorado/Participação  | 2 633 | 55,87 / 100,00  |

#### Évora
| Candidato               | Candidato                | Votos | %               |
| ----------------------- | ------------------------ | ----- | --------------- |
|                         | Marcelo Rebelo de Sousa  | 1 195 | 48,88 / 100,00  |
|                         | António Sampaio da Nóvoa | 691   | 28,26 / 100,00  |
|                         | Marisa Matias            | 240   | 9,82 / 100,00   |
|                         | Edgar Silva              | 151   | 6,18 / 100,00   |
|                         | Maria de Belém Roseira   | 70    | 2,86 / 100,00   |
|                         | Paulo de Morais          | 46    | 1,88 / 100,00   |
|                         | Vitorino Silva           | 23    | 0,94 / 100,00   |
|                         | Henrique Neto            | 22    | 0,90 / 100,00   |
|                         | Jorge Sequeira           | 4     | 0,16 / 100,00   |
|                         | Cândido Ferreira         | 3     | 0,12 / 100,00   |
| Votos Inválidos         | Votos Inválidos          | 62    | 2,48 / 100,00   |
| Total                   | Total                    | 2 507 | 100,00 / 100,00 |
| Eleitorado/Participação | Eleitorado/Participação  | 4 690 | 53,45 / 100,00  |

#### Malagueira e Horta das Figueiras
| Candidato               | Candidato                | Votos  | %               |
| ----------------------- | ------------------------ | ------ | --------------- |
|                         | Marcelo Rebelo de Sousa  | 3 966  | 42,93 / 100,00  |
|                         | António Sampaio da Nóvoa | 2 722  | 29,46 / 100,00  |
|                         | Marisa Matias            | 1 185  | 12,83 / 100,00  |
|                         | Edgar Silva              | 588    | 6,36 / 100,00   |
|                         | Maria de Belém Roseira   | 318    | 3,44 / 100,00   |
|                         | Paulo de Morais          | 179    | 1,94 / 100,00   |
|                         | Vitorino Silva           | 179    | 1,94 / 100,00   |
|                         | Henrique Neto            | 78     | 0,84 / 100,00   |
|                         | Jorge Sequeira           | 14     | 0,15 / 100,00   |
|                         | Cândido Ferreira         | 10     | 0,11 / 100,00   |
| Votos Inválidos         | Votos Inválidos          | 183    | 1,95 / 100,00   |
| Total                   | Total                    | 9 422  | 100,00 / 100,00 |
| Eleitorado/Participação | Eleitorado/Participação  | 18 325 | 51,42 / 100,00  |

#### N.S. da Tourega e N.S. de Guadalupe
| Candidato               | Candidato                | Votos | %               |
| ----------------------- | ------------------------ | ----- | --------------- |
|                         | António Sampaio da Nóvoa | 165   | 33,54 / 100,00  |
|                         | Marcelo Rebelo de Sousa  | 147   | 29,88 / 100,00  |
|                         | Edgar Silva              | 76    | 15,45 / 100,00  |
|                         | Marisa Matias            | 62    | 12,60 / 100,00  |
|                         | Maria de Belém Roseira   | 19    | 3,86 / 100,00   |
|                         | Vitorino Silva           | 12    | 2,44 / 100,00   |
|                         | Henrique Neto            | 3     | 0,61 / 100,00   |
|                         | Cândido Ferreira         | 3     | 0,61 / 100,00   |
|                         | Jorge Sequeira           | 3     | 0,61 / 100,00   |
|                         | Paulo de Morais          | 2     | 0,41 / 100,00   |
| Votos Inválidos         | Votos Inválidos          | 8     | 1,60 / 100,00   |
| Total                   | Total                    | 500   | 100,00 / 100,00 |
| Eleitorado/Participação | Eleitorado/Participação  | 935   | 53,48 / 100,00  |

#### Nossa Senhora da Graça do Divor
| Candidato               | Candidato                | Votos | %               |
| ----------------------- | ------------------------ | ----- | --------------- |
|                         | António Sampaio da Nóvoa | 66    | 27,27 / 100,00  |
|                         | Edgar Silva              | 66    | 27,27 / 100,00  |
|                         | Marcelo Rebelo de Sousa  | 56    | 23,14 / 100,00  |
|                         | Marisa Matias            | 28    | 11,57 / 100,00  |
|                         | Maria de Belém Roseira   | 11    | 4,55 / 100,00   |
|                         | Paulo de Morais          | 11    | 4,55 / 100,00   |
|                         | Vitorino Silva           | 2     | 0,83 / 100,00   |
|                         | Cândido Ferreira         | 1     | 0,41 / 100,00   |
|                         | Jorge Sequeira           | 1     | 0,41 / 100,00   |
|                         | Henrique Neto            | 0     | 0,00 / 100,00   |
| Votos Inválidos         | Votos Inválidos          | 8     | 3,20 / 100,00   |
| Total                   | Total                    | 250   | 100,00 / 100,00 |
| Eleitorado/Participação | Eleitorado/Participação  | 383   | 65,27 / 100,00  |

#### Nossa Senhora de Machede
| Candidato               | Candidato                | Votos | %               |
| ----------------------- | ------------------------ | ----- | --------------- |
|                         | António Sampaio da Nóvoa | 165   | 34,88 / 100,00  |
|                         | Marcelo Rebelo de Sousa  | 145   | 30,66 / 100,00  |
|                         | Edgar Silva              | 70    | 12,80 / 100,00  |
|                         | Marisa Matias            | 53    | 11,21 / 100,00  |
|                         | Maria de Belém Roseira   | 21    | 4,44 / 100,00   |
|                         | Vitorino Silva           | 11    | 2,33 / 100,00   |
|                         | Paulo de Morais          | 2     | 0,42 / 100,00   |
|                         | Henrique Neto            | 2     | 0,42 / 100,00   |
|                         | Cândido Ferreira         | 2     | 0,42 / 100,00   |
|                         | Jorge Sequeira           | 2     | 0,42 / 100,00   |
| Votos Inválidos         | Votos Inválidos          | 4     | 0,84 / 100,00   |
| Total                   | Total                    | 477   | 100,00 / 100,00 |
| Eleitorado/Participação | Eleitorado/Participação  | 864   | 55,21 / 100,00  |

#### São Sebastião da Giesteira e N.S. da Boa Fé
| Candidato               | Candidato                | Votos | %               |
| ----------------------- | ------------------------ | ----- | --------------- |
|                         | Marcelo Rebelo de Sousa  | 192   | 37,28 / 100,00  |
|                         | António Sampaio da Nóvoa | 154   | 29,90 / 100,00  |
|                         | Edgar Silva              | 68    | 13,20 / 100,00  |
|                         | Marisa Matias            | 45    | 8,74 / 100,00   |
|                         | Maria de Belém Roseira   | 29    | 5,63 / 100,00   |
|                         | Vitorino Silva           | 12    | 2,33 / 100,00   |
|                         | Henrique Neto            | 6     | 1,17 / 100,00   |
|                         | Paulo de Morais          | 5     | 0,97 / 100,00   |
|                         | Cândido Ferreira         | 3     | 0,58 / 100,00   |
|                         | Jorge Sequeira           | 1     | 0,19 / 100,00   |
| Votos Inválidos         | Votos Inválidos          | 7     | 1,34 / 100,00   |
| Total                   | Total                    | 522   | 100,00 / 100,00 |
| Eleitorado/Participação | Eleitorado/Participação  | 927   | 56,31 / 100,00  |

#### São Bento do Mato
| Candidato               | Candidato                | Votos | %               |
| ----------------------- | ------------------------ | ----- | --------------- |
|                         | Marcelo Rebelo de Sousa  | 286   | 57,09 / 100,00  |
|                         | António Sampaio da Nóvoa | 121   | 24,15 / 100,00  |
|                         | Marisa Matias            | 34    | 6,79 / 100,00   |
|                         | Maria de Belém Roseira   | 24    | 4,79 / 100,00   |
|                         | Edgar Silva              | 23    | 4,59 / 100,00   |
|                         | Vitorino Silva           | 8     | 1,60 / 100,00   |
|                         | Henrique Neto            | 2     | 0,40 / 100,00   |
|                         | Paulo de Morais          | 1     | 0,20 / 100,00   |
|                         | Cândido Ferreira         | 1     | 0,20 / 100,00   |
|                         | Jorge Sequeira           | 1     | 0,20 / 100,00   |
| Votos Inválidos         | Votos Inválidos          | 5     | 0,99 / 100,00   |
| Total                   | Total                    | 506   | 100,00 / 100,00 |
| Eleitorado/Participação | Eleitorado/Participação  | 990   | 51,11 / 100,00  |

#### São Manços e São Vicente do Pigeiro
| Candidato               | Candidato                | Votos | %               |
| ----------------------- | ------------------------ | ----- | --------------- |
|                         | Marcelo Rebelo de Sousa  | 194   | 36,47 / 100,00  |
|                         | António Sampaio da Nóvoa | 183   | 34,40 / 100,00  |
|                         | Edgar Silva              | 57    | 10,71 / 100,00  |
|                         | Marisa Matias            | 48    | 9,02 / 100,00   |
|                         | Maria de Belém Roseira   | 34    | 6,39 / 100,00   |
|                         | Vitorino Silva           | 11    | 2,07 / 100,00   |
|                         | Henrique Neto            | 2     | 0,38 / 100,00   |
|                         | Cândido Ferreira         | 2     | 0,38 / 100,00   |
|                         | Paulo de Morais          | 1     | 0,19 / 100,00   |
|                         | Jorge Sequeira           | 0     | 0,00 / 100,00   |
| Votos Inválidos         | Votos Inválidos          | 20    | 3,63 / 100,00   |
| Total                   | Total                    | 552   | 100,00 / 100,00 |
| Eleitorado/Participação | Eleitorado/Participação  | 1 081 | 51,06 / 100,00  |

#### São Miguel de Machede
| Candidato               | Candidato                | Votos | %               |
| ----------------------- | ------------------------ | ----- | --------------- |
|                         | Marcelo Rebelo de Sousa  | 132   | 35,97 / 100,00  |
|                         | António Sampaio da Nóvoa | 108   | 29,43 / 100,00  |
|                         | Edgar Silva              | 47    | 12,81 / 100,00  |
|                         | Marisa Matias            | 41    | 11,17 / 100,00  |
|                         | Maria de Belém Roseira   | 16    | 4,36 / 100,00   |
|                         | Paulo de Morais          | 13    | 3,54 / 100,00   |
|                         | Vitorino Silva           | 4     | 1,09 / 100,00   |
|                         | Cândido Ferreira         | 3     | 0,82 / 100,00   |
|                         | Henrique Neto            | 2     | 0,54 / 100,00   |
|                         | Jorge Sequeira           | 1     | 0,27 / 100,00   |
| Votos Inválidos         | Votos Inválidos          | 3     | 0,81 / 100,00   |
| Total                   | Total                    | 370   | 100,00 / 100,00 |
| Eleitorado/Participação | Eleitorado/Participação  | 668   | 55,39 / 100,00  |

#### Torre de Coelheiros
| Candidato               | Candidato                | Votos | %               |
| ----------------------- | ------------------------ | ----- | --------------- |
|                         | António Sampaio da Nóvoa | 105   | 39,92 / 100,00  |
|                         | Marcelo Rebelo de Sousa  | 53    | 20,15 / 100,00  |
|                         | Edgar Silva              | 50    | 19,01 / 100,00  |
|                         | Marisa Matias            | 35    | 13,31 / 100,00  |
|                         | Maria de Belém Roseira   | 9     | 3,42 / 100,00   |
|                         | Henrique Neto            | 4     | 1,52 / 100,00   |
|                         | Vitorino Silva           | 3     | 1,14 / 100,00   |
|                         | Paulo de Morais          | 2     | 0,76 / 100,00   |
|                         | Cândido Ferreira         | 1     | 0,38 / 100,00   |
|                         | Jorge Sequeira           | 1     | 0,38 / 100,00   |
| Votos Inválidos         | Votos Inválidos          | 6     | 2,23 / 100,00   |
| Total                   | Total                    | 269   | 100,00 / 100,00 |
| Eleitorado/Participação | Eleitorado/Participação  | 562   | 47,86 / 100,00  |